# Bầu cử Thượng nghị viện Việt Nam Cộng hòa 1970
Bầu cử Thượng nghị viện được tổ chức tại Việt Nam Cộng hòa vào ngày 30 tháng 8 năm 1970. Cuộc bầu cử này có tổng cộng 16 danh sách tranh cử, trong đó ba danh sách có số phiếu bầu cao nhất sẽ được bầu và nhận được 10 ghế mỗi danh sách. Mỗi cử tri có ba phiếu bầu, trong đó danh sách chiến thắng nhận được 1.149.597 phiếu bầu (11,7%), trong khi danh sách đứng thứ ba giành được 882.274 phiếu bầu (9,0%). Tỉ lệ cử tri đi bầu được báo cáo là 65,4%.

## Kết quả
| Đảng                                          | Đảng                         | Phiếu bầu | %      | Ghế |
| --------------------------------------------- | ---------------------------- | --------- | ------ | --- |
|                                               | Nhân Dân                     | 1.149.597 | 11.71  | 10  |
|                                               | Mặt Trời                     | 1.106.288 | 11.27  | 10  |
|                                               | Công ích và Công bình Xã hội | 882.274   | 8.99   | 10  |
|                                               | Chỉ cần Hòa bình             | 800.453   | 8.15   | 0   |
|                                               | Tiến Bộ                      | 654.833   | 6.67   | 0   |
|                                               | Bó Lúa                       | 628.992   | 6.41   | 0   |
|                                               | Ba Bông Sen                  | 611.351   | 6.23   | 0   |
|                                               | Mẹ và Con                    | 591.258   | 6.02   | 0   |
|                                               | Nhân dân và Hòa bình         | 533.692   | 5.44   | 0   |
|                                               | Liên minh Dân chủ Phật tử    | 492.131   | 5.01   | 0   |
|                                               | Cách Mạng                    | 453.168   | 4.62   | 0   |
|                                               | Đại Đoàn Kết                 | 430.465   | 4.38   | 0   |
|                                               | Trung tâm Nam Bắc            | 420.688   | 4.28   | 0   |
|                                               | Thân Chính Phủ               | 399.767   | 4.07   | 0   |
|                                               | Nhân dân Trên hết            | 342.416   | 3.49   | 0   |
|                                               | Cá và Nước                   | 320.365   | 3.26   | 0   |
| Tổng cộng                                     | Tổng cộng                    | 9.817.738 | 100.00 | 30  |
|                                               |                              |           |        |     |
| Tổng cộng phiếu bầu                           | Tổng cộng phiếu bầu          | 4.299.516 | –      |     |
| Cử tri phiếu bầu đã đăng ký                   | Cử tri phiếu bầu đã đăng ký  | 6.578.082 | 65.36  |     |
| Nguồn: Public Administration Bulletin Vietnam |                              |           |        |     |